# James Adomian

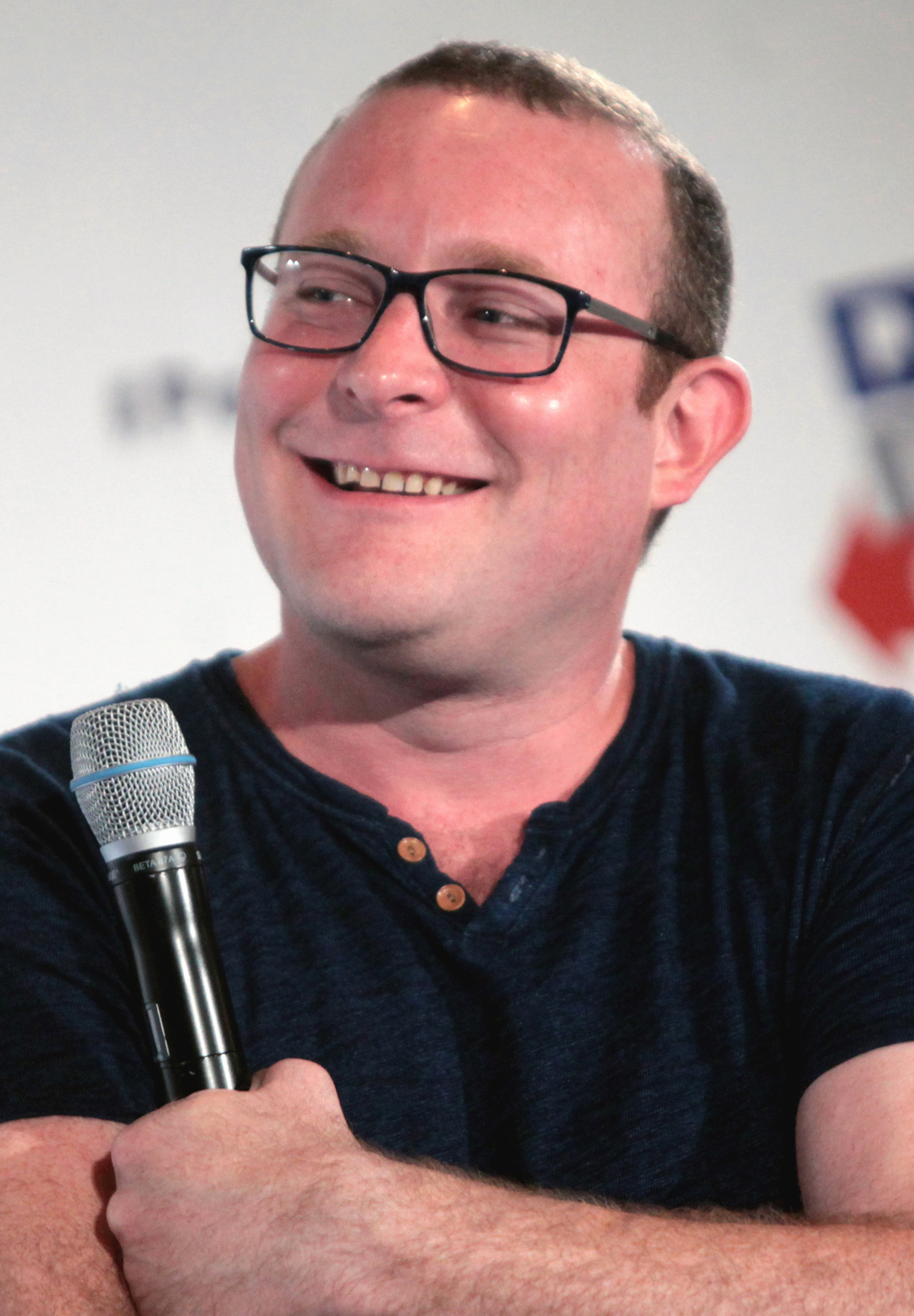
Adomian, 2016

James Haig Adomian (* 31. Januar 1980 in Omaha, Nebraska) ist ein US-amerikanischer Komiker und Schauspieler.
Er wirkte in den Comedysendungen Comedy Bang! Bang!, Last Comic Standing und der Late-Night-Show The Late Late Show with Craig Ferguson mit, in der er bis 2009 den amerikanischen Präsidenten George W. Bush verkörperte. Er synchronisierte Talking Ben in der Zeichentrickserie Talking Tom and Friends.

## Leben
Adomian wurde in Omaha, Nebraska, geboren und ist armenischer Abstammung. Er ist der Enkel des armenisch-amerikanischen Mathematikers George Adomian. Adomian wuchs in Atlanta, Georgia auf. Als er zehn Jahre alt war, zog seine Familie nach Los Angeles. Adomian ist Absolvent der Los Angeles Baptist High School und machte 2001 seinen Abschluss am Whittier College im Hauptfach Economics and Theatre Arts.
Adomian trat bis 2009 häufig als George W. Bush in The Late Late Show auf, nachdem Craig Ferguson im Januar 2005 Moderator der Sendung geworden war.
2008 stellte Adomian George W. Bush auch im Harold & Kumar 2 – Flucht aus Guantanamo dar.
Im Sommer 2010 war Adomian in der NBC-Show Last Comic Standing Top-Ten-Finalist und wirkte auch im nicht ausgestrahlten Pilotfilm Krog für das Cartoon Network mit.
Im Jahr 2011 wurde er für das nicht ausgestrahlte Kari-Lizer-Pilotprojekt von NBC als Hauptdarsteller neben Sarah Paulson und Tim Meadows gecastet.
2012 verkörperte Adomian in der Fernsehserie Comedy Bang! Bang! Huell Howser, einen Moderator und Produzenten des Public Broadcasting Service (PBS), und spielte Madonna in der satirischen Fernsehserie Childrens Hospital, die auf dem Sender Adult Swim läuft. Sich selbst verkörperte er in der Sendung Money from Strangers, die auf MTV ausgestrahlt wird. Außerdem hatte er regelmäßige Auftritte in verschiedenen Rollen in Sketchen der Late-Night-Talk-Show Conan.
Überdies hatte er Auftritte in verschiedenen anderen Comedysendungen, beispielsweise MADtv, Mind of Mencia, Jimmy Kimmel Live!, Short Circuitz, Atom TV, Cavemen, Recount und Players.
Als Synchronsprecher arbeitete Adomian in den The Onion Radio News, und für verschiedene regelmäßig auftretende Figuren in der PBS-Zeichentrickserie WordGirl, für George W. Bush in einigen Episoden von MADtv, für Jimmy Kimmel im Celebrity Deathmatch und in einigen anderen Zeichentrickserien.
Adomian hat sich als schwul geoutet.

### Podcasts und Internet
Seit 2009 ist Adomian als häufiger Gast in vielen Comedy-Podcast Episoden erschienen, einschließlich Chapo Trap House, Comedy Bang! Bang!, Sklarbro Country, The Todd Glass Show, und WTF with Marc Maron. Die von ihm gespielten Figuren sind Huell Howser, Jesse Ventura, Paul Giamatti, Gordon Ramsay, Dov Charney, Gourmetkritikerin Merrill Shindler, Gary Busey, Tim Gunn, Richard Branson, Tom Leykis, und einige Comedians wie Todd Glass und Andy Kindler.
Adomian hat einige Internetvideos veröffentlicht, einschließlich „Hillary's Downfall“ und einige Videos als George W. Bush. In andere Videos auf YouTube und Funny or Die verkörpert er Sam Elliott, Jesse Ventura, Alan Moore, Brett Favre, Vincent Price, Orson Welles, Gary Busey, Lewis Black, den Wrestler Hacksaw Jim Duggan und George Zimmer aus The Men’s Wearhouse.
Während der Präsidentschaft von George W. Bush, veröffentlichte Adomian einige YouTube-Videos als US-Präsident Bush für einige liberale Organisationen wie Working Assets, Laughing Liberally, Free Press und OpenLeft.
Am 2. Juli 2014 trat Adomian im Ken Reids TV Guidance Counselor Podcast auf.
2015 war sein YouTube-Video einer Debatte zwischen Trump und Sanders erfolgreich.

### Stand-up-Comedy-Album
Adomian veröffentlichte sein Debüt-Comedyalbum Low Hangin Fruit im Jahr 2012. Es war das erste von Earwolf veröffentlichte Album und erhielt meist positive Kritiken.

### Live-Auftritte

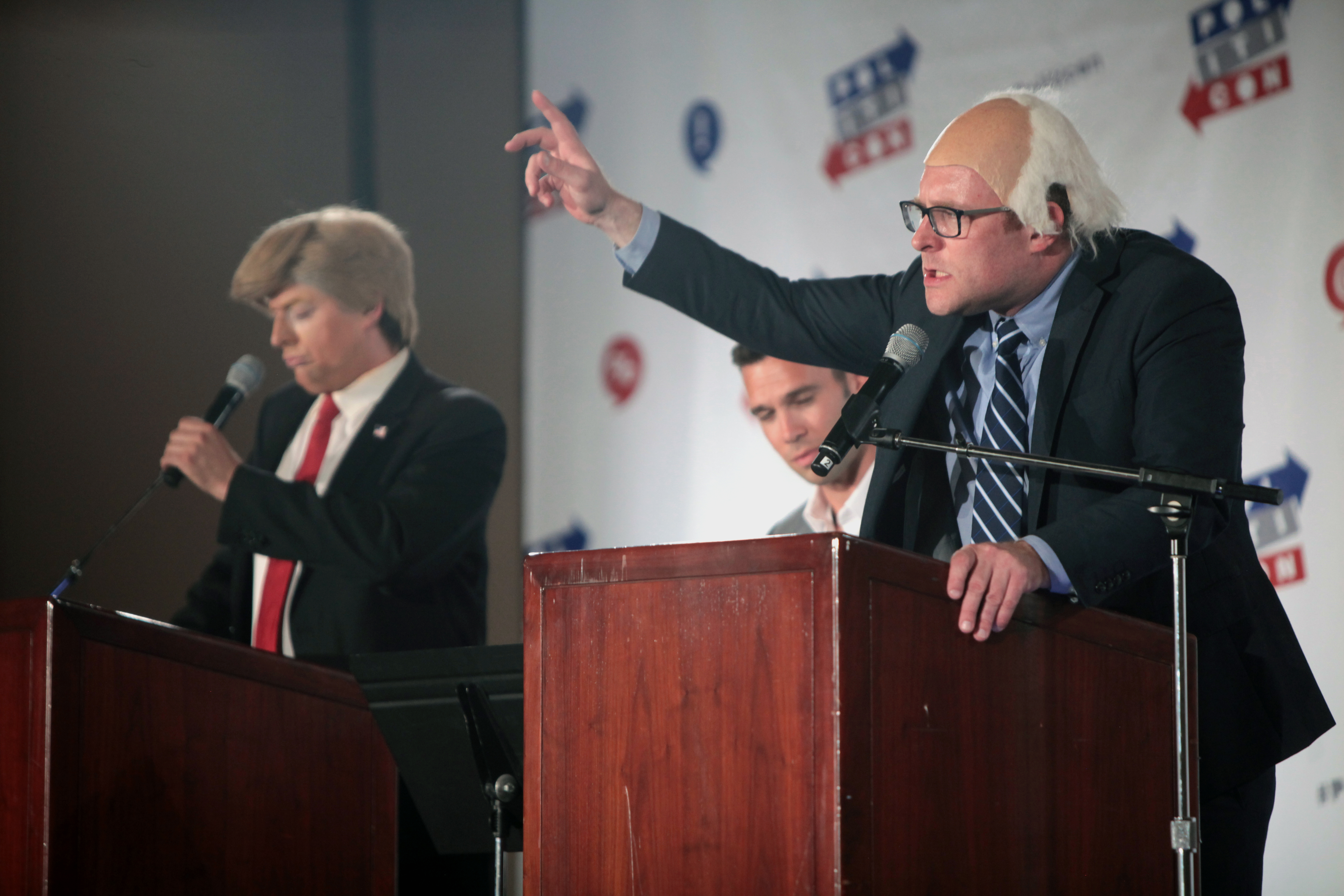
James Adomian (rechts) als Bernie Sanders, zusammen mit Anthony Atamanuik als Donald Trump auf der Politicon in Pasadena, Kalifornien

Adomian tritt oft im Upright Citizens Brigade Theatre live in Sketch- und Stand-up-Comedy Shows wie Comedy Bang! Bang! und Who Charted? auf. Er ist ein ehemaliges Mitglied der Sunday Company des The Groundlings Theatre, wo er immer noch oft zu sehen ist. Er tritt auch regelmäßig in der Tomorrow Show und anderen Stand-up-Comedy-Shows in Hollywood auf. Adomian ist bekannt dafür, dass er gerne bekannte Persönlichkeiten in seinen Live-Shows verkörpert, sowohl kostümiert als auch als Stand-up Comedy, einschließlich Vincent Price, Lewis Black, Orson Welles, Jesse Ventura, Paul Giamatti, Michael Caine, Philip Seymour Hoffman, Sam Elliott, Al Franken, Huell Howser, Christopher Hitchens, Gary Busey, John McCain, Joe Lieberman, Marc Maron, Jimmy Kimmel, Andy Kindler, Tom Leykis, Todd Glass, George W. Bush und Bernie Sanders. Solche wiederkehrenden Auftritte hatte er bei Comedy Bang! Bang!
Im März 2012 hatte Adomian seinen ersten Auftritt außerhalb Amerikas und trat an zwei ausverkauften Abenden in Seoul, Südkorea bei Stand Up Seoul auf.
Adomian machte eine Tournee durch die Vereinigten Staaten mit dem Programm Trump v. Bernie von Februar bis März 2016.